# ニック・プリエーゼ
ニコラス・ジョン・プリエーゼ（Nicholas John Pugliese, 1985年9月18日 - ）は、アメリカ合衆国コネチカット州プレインビル出身のプロ野球選手（投手）。イタリアンベースボールリーグのフォルティチュード・ボローニャ所属。

## 経歴
2008年にドラフト外でロサンゼルス・エンゼルス・オブ・アナハイムへ入団した。
2011年に放出され、イタリアンベースボールリーグのフォルティチュード・ボローニャに移籍した。
2013年に、第3回WBCイタリア代表に選ばれた。